# AND ENDLESS
AND ENDLESS（アンド エンドレス）とは、東京を拠点に活動している劇団。

## 沿革
1996年、日本大学芸術学部演劇学科に在籍中の西田大輔を中心に結成。練馬区春日町に本拠地を置く。
壮大なフィクションを現出する確固たる世界観を持ち、美術や衣装はもとより、ダンサーによる群舞、COROSによる殺陣等も取り入れ、旗揚げ当時より年3～4回のハイペースで公演を行っている。
2003年1月、小劇場界の聖地といわれる紀伊國屋サザンシアターにて公演。同時に初のツアーも敢行、新神戸オリエンタル劇場にて1200人を動員。また、2004年8月には紀伊國屋ホールでの公演も行う。
10周年を迎えた2006年には、演劇集団としてはジャニーズ以外で初の東京グローブ座の公演を行う。5、6月には2度目となる神戸ツアー公演を含む三つの劇場での計34ステージに及ぶロングラン公演、9月には急遽シアターアプルでの追加公演も行い、動員が10,000人を越える。

## 劇団員
2017年時点での所属劇団員
- 西田大輔
- 田中良子
- 大森裕子
- 佐久間祐人
- 加藤靖久
- 窪寺昭
- 村田洋二郎
- 中川えりか
- 竹内諒太
- 一内侑
- 平野雅史
- 石井寛人